# Bezaumont
Bezaumont ist eine französische Gemeinde mit 259 Einwohnern (Stand: 1. Januar 2022) im Département Meurthe-et-Moselle in der Region Grand Est (bis 2015 Lothringen). Sie gehört zum Arrondissement Nancy und zum Kanton Entre Seille et Meurthe. Die Einwohner werden Bezaumontais genannt.

## Geografie
Bezaumont liegt etwa 19 Kilometer nordnordwestlich von Nancy an der Mosel, die die Gemeinde im Westen begrenzt. Umgeben wird Bezaumont von den Nachbargemeinden Loisy im Nordwesten und Norden, Sainte-Geneviève im Nordosten, Ville-au-Val im Osten, Autreville-sur-Moselle im Süden sowie Dieulouard im Westen.

## Bevölkerungsentwicklung
| Jahr                       | 1962 | 1968 | 1975 | 1982 | 1990 | 1999 | 2006 | 2019 |
| Einwohner                  | 184  | 192  | 187  | 232  | 225  | 249  | 255  | 259  |
| Quellen: Cassini und INSEE |      |      |      |      |      |      |      |      |

## Sehenswürdigkeiten
- Kirche Saint-Urbain aus dem 18. Jahrhundert

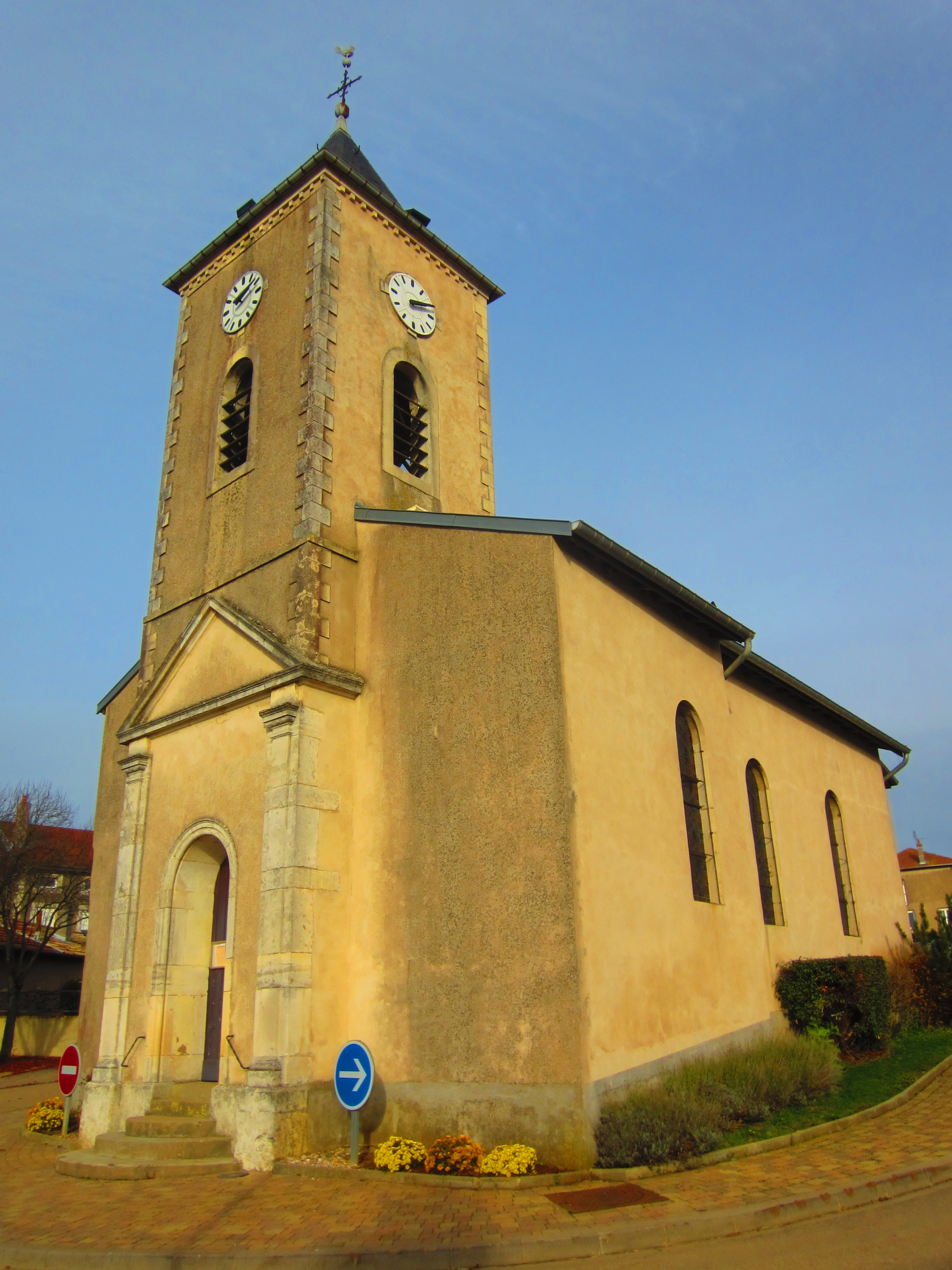
Kirche Saint-Urbain